# Петропавлов манастир
Петропавлов манастир, односно Манастир Светих апостола Петра и Павла у Требињском пољу је српски православни манастир, који припада Владичанству захумско-херцеговачком и приморском. Посвијећен је светим првоврховницима Петру и Павлу. Налази се јужно од од Требиња, у близини Бихова и Доњег Чичева, на подручју Џиварског поља, које обухваћа јужни дио Требињског поља. Данашњи манастир је установљен 1998. године, на мјесту које има дугу и богату црквену прошлост, која сеже све до древнијех врјемена. Манастирска цјелина се састоји од главне Црква Светог Петра, подигнуте 1906. године, мање Цркве Светог Павла, подигнуте 2007. године, и манастирског конака.

## Повијест
Током археолошких истраживања, на подручју манастирске цјелине пронађени су остаци црквених здања из позног античког раздобља, чиме је посвједочена знатна старост овог хришћанском приједјелу. Претпоставља се да је првобитна црква пострадала крајем 6. или почетком 7. вијека, у вријеме велике аварске најезде. Током 7. вијека, на ове просторе се досељавају Срби, који оснивају књежевину Травунију. Након покрштавања травунских Срба долази до обнове црквеног живота у тим областима, а најкасније током 10. вијека долази и до обнове црквеног здања на овом приједјелу. У прво вријеме, црква је припадала правовјерном хришћанству, међутим током 11. и 12. вијека долази до ширења филиоквистичког гријеха. Успостављањем Требињске бискупије и бенедиктинског самостана на овом приједјелу наступа раздобље потискивања православља, који траје све до почетка 13. вијека. Приликом оснивања самосталне Српске архиепископије, први српски архиепископ Свети Сава је за подручје Травуније и сусједног Захумља установио православну Хумску епархију са сједиштем у манастиру Богородице Стонске. Недуго потом, требињски бискупи су се повукли у Дубровник, а на овим просторима је поново превладало правовјерно хришћанство. Иако су требињски бискупи све до 15. вијека настојали да поврате свој утјецај на овом простору, у томе нијесу имали успјеха. Током раздобља турске власти, дошло је до постепеног пропадања црквене цјелине на овом приједјелу, а прва обнова је извршена тек почетком 20. вијека, када је изграђен нова Црква Светог Петра (1906). Међутим, приликом ове обнове, подизање новог црквеног здања на подлогама старе цркве било је извршено без претходно обављених стручних истраживања, чиме је причињена трајна штета на овом приједјелу. Тек након накнадних старинарских истраживања, која су извршена сриједином 20. и почетком 21. вијека, дошло се до значајних открића у околини новоподигнутог храма.

## Павлова пећина
У близини Петропавловог манастира се налази пећина за коју се везују разна побожна предања.

## Слике
- Црква Светог Петра (1906)
- Црква Светог Павла (2007)
- Међусобни положај двају цркава
- Капела при манастирском конаку